# Casa de la Volta (Sant Miquel de Fluvià)
La Casa de la Volta és una obra de Sant Miquel de Fluvià (Alt Empordà) inclosa a l'Inventari del Patrimoni Arquitectònic de Catalunya.

## Descripció
Casa situada en cantonada, amb un cos afegit d'època contemporània, amb una gran volta de mig punt, amb volta de maó pla, que permet el pas del carrer per sota. És una casa de planta baixa i pis, amb paredat arrebossat, i coberta a dues vessants. Una de les finestres del primer pis, de tipus renaixentista, conserva els carreus originals, ben escairats, decorada amb rosetes en relleu.